# Hapū

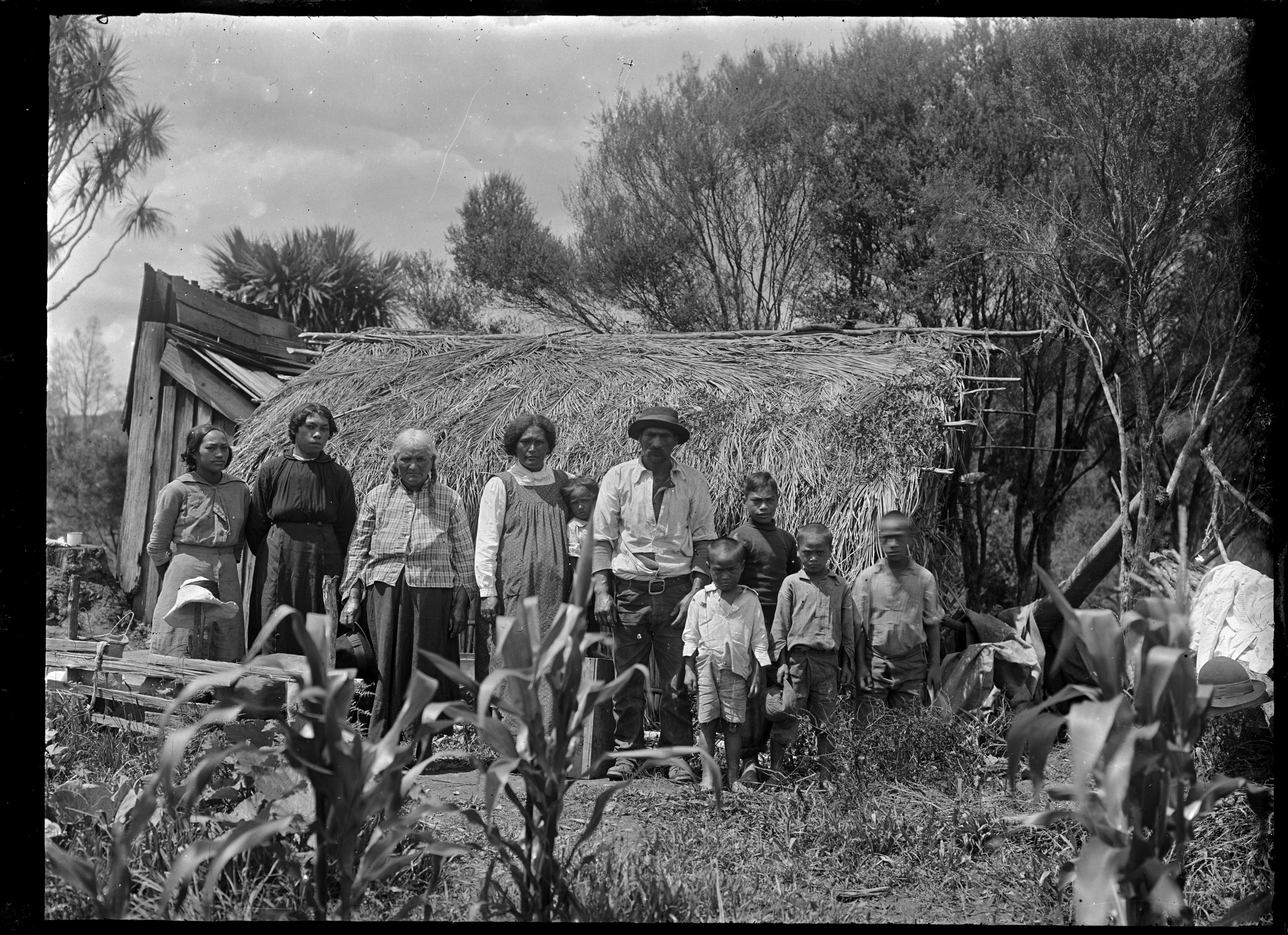
Familia maorí en Rangiahua (1918).

En la cultura maorí de Nueva Zelanda, el Hapū (/'hɐ'puː]/) es la unidad política, social y administrativa más pequeña (y por tanto, más local). Varios hapū pueden unirse en un iwi según su ascendencia común. A su vez, varios iwi conforman un waka. La genealogía es un aspecto importante en la cultura maorí. Los diferentes grupos hapū de un mismo iwi pueden realizar sus actividades por separado o actuar en conjunto por un interés común, de manera que su influencia es mayor. 
No se deben confundir los hapūs (la unidad social de menor rango) con los takiwās, que es la unidad territorial de menor rango.

## Etimología
La palabra hapū significa literalmente «embarazada». De esta manera, el uso de esta palabra en un contexto sociopolítico se expresa mediante una metáfora que alude a la conexión genealógica que une a los miembros del hapū.